# Noel Van Horn
Noel Van Horn (San Francisco, 6 luglio 1968) è un fumettista statunitense.

## Carriera
Figlio del famoso William, Noel Van Horn, terminati gli studi a Vancouver, comincia a collaborare con la casa editrice danese Egmont (1993), per la quale lavorava già il padre.